# Campionati del mondo di atletica leggera indoor 2014 - 800 metri piani maschili
Ai campionati del mondo di atletica leggera indoor 2014 la specialità degli 800 metri piani maschili si è svolta in 2 giornate: le batterie si sono tenute il 7 marzo e la finale il 9 marzo. I tempi di qualificazione da ottenere erano: 1'47"00 (indoor) o 1'44"00 (outdoor). Si sono qualificati 19 atleti.

## Risultati

### Batterie
Gli atleti sono stati divisi in 3 batterie: si qualificano alla finale i vincitori di ogni batteria più il ripescaggio dei 3 migliori tempi.
| Class | Batteria | Corisia | Nome                      | Nationalità   | Tempo   | Note      |
| ----- | -------- | ------- | ------------------------- | ------------- | ------- | --------- |
| 1     | 3        | 4       | Adam Kszczot              | Polonia       | 1:45.76 | Q         |
| 2     | 3        | 1       | Andrew Osagie             | Gran Bretagna | 1:45.88 | q         |
| 3     | 2        | 5       | André Olivier             | Sudafrica     | 1:46.18 | Q         |
| 4     | 2        | 1       | Marcin Lewandowski        | Polonia       | 1:46.26 | q         |
| 5     | 2        | 3       | Thijmen Kupers            | Paesi Bassi   | 1:46.55 | q, PB     |
| 6     | 1        | 3       | Mohammed Aman             | Etiopia       | 1:46.73 | Q         |
| 7     | 1        | 2       | Stepan Poistogov          | Russia        | 1:47.11 |           |
| 8     | 2        | 6       | Nick Symmonds             | Stati Uniti   | 1:47.29 | SB        |
| 9     | 1        | 1       | Kevin López               | Spagna        | 1:47.34 |           |
| 10    | 3        | 5       | Jeremiah Kipkorir Mutai   | Kenya         | 1:47.41 |           |
| 11    | 1        | 6       | Mukhtar Mohammed          | Gran Bretagna | 1:47.59 | SB        |
| 12    | 3        | 2       | Mark English              | Irlanda       | 1:47.60 |           |
| 13    | 1        | 7       | Erik Sowinski             | Stati Uniti   | 1:48.04 |           |
| 14    | 3        | 3       | Kristinn Thór Kristinsson | Islanda       | 1:51.20 | PB        |
| 15    | 3        | 6       | Brice Etès                | Monaco        | 1:51.24 | NR        |
| 16    | 2        | 2       | Farkhod Kuralov           | Tagikistan    | 1:52.36 | NR        |
| 17    | 1        | 5       | Tenirberdi Suiunbaev      | Kirghizistan  | 2:00.51 | PB        |
|       | 1        | 4       | Saddam Hussain            | Pakistan      | DQ      | R163.3(b) |
|       | 2        | 4       | Musaeb Abdulrahman Balla  | Qatar         | DQ      | R163.3(a) |

### Finale
| Pos. | Name               | Nationality   | Time    | Notes     |
| ---- | ------------------ | ------------- | ------- | --------- |
| 1    | Mohammed Aman      | Etiopia       | 1:46.40 |           |
| 2    | Adam Kszczot       | Polonia       | 1:46.76 |           |
| 3    | Andrew Osagie      | Gran Bretagna | 1:47.10 |           |
| 4    | André Olivier      | Sudafrica     | 1:47.31 |           |
| 5    | Thijmen Kupers     | Paesi Bassi   | 1:47.74 |           |
|      | Marcin Lewandowski | Polonia       | DQ      | R163.3(b) |